# Amero
北美共同货币（英語：North American Currency Union，amero）是一理论上在未来的北美联盟中使用的货币。 

标有加拿大、墨西哥和美国的NAU的理论地图

实施将使三个国家放弃他们目前的货币单位（美元、加拿大元和墨西哥比索），并采用专门为此设立的新货币。（有些版本的理论，特别是那些仅在加拿大循环或假定只有美国和加拿大将流通的理论被包括在内。）对于假设性的联盟货币常被称为amero。这个概念是仿照欧洲联盟共同货币（欧元），它被认为是一个北美自由贸易协定（NAFTA）和北美安全和繁荣伙伴关系（SPP）的自然延伸。
阴谋理论家争辩说，美国、加拿大和墨西哥政府已采取一部分的步骤来实现作为“北美联盟（NAU）”的货币。

## 支持

### 加拿大
有一个论据是，它可以节省高达300亿美元的货币交易。同一作者还指出，20年内由于采用单一货币，加拿大的国内生产总值可能上升高达百分之三十三。
和一个共同货币的想法历来不受欢迎的以英语为母语的加拿大相比，像魁北克这样的法语省份中却已收到更多的支持。2001年的一项民意调查发现，在魁北克省超过50%的受访者赞成一个共同货币的想法（这是主张魁北克主权运动，以减少甚至更多关于加拿大的依赖），而在加拿大其他地区，多数受访者反对。

### 墨西哥
在北美自由贸易协定之后，墨西哥也已作为一个自然的步骤讨论了货币合并的可能性。在2007年为推广著作《希望之革命》的活动中，墨西哥前总统福克斯赞同这一观点，并表示希望加拿大、墨西哥和美国更一体化，包括最终的货币联盟。

### 其他地区的支持
水平较低的货币金融合作之前已在美洲实行。如阿根廷、巴西和加拿大，一些国家的货币已挂钩美元。其中有些国家，如阿鲁巴、巴哈马、巴巴多斯和荷属安的列斯（荷兰盾）现在仍然如此。
在萨尔瓦多（2001年起）、哥斯达黎加、尼加拉瓜、秘鲁、洪都拉斯和巴拿马，美元正式与当地货币一起被接受，但实际上其中两个（萨尔瓦多和巴拿马）完全美元化。2000年，厄瓜多尔正式通过美元成为其唯一货币。在加拿大一些地区，美元和加元都可以做为货币接受，特别是在靠近边境口岸地区。这种影响的一个例子是安大略省的尼亚加拉大瀑布，拥有大量的美国游客（企业仍可能无法接受美国决定其货币政策），同样地，和加拿大接壤的许多美国城市中加拿大元如此。

## 批评和问题
加拿大和美国边界两侧的最高国家政府反对北美货币联盟的存在。amero第一倡导者赫伯特格·鲁贝尔承认美国官员没有表明对此话题感兴趣。他承认amero中“不会有非常多的美国利益”。同样，加拿大财务部强烈反对与美国建立共同货币，理由是经济主权的丧失。在财政部费海提部长的简报文件中，财政官员得出结论：
“北美共同货币无疑将意味着加拿大的美元和美国的货币政策。加拿大将不得不放弃对其国内通货膨胀和利率的控制。”

### 权衡
从加拿大和墨西哥政府的角度来看，建立一种统一的货币的主要障碍是美国在任何上述联盟纯粹的主导地位。来自聖塔芭芭拉加利福尼亞大學的报纸提出想法，在从现状走向单一货币中美国有太多的优势。美国美元已经作为一个全球货币，这意味着任何过渡到‘新’的货币将有可能影响这一立场，并可能导致对欧元、日元或人民币的转变。美元是目前正在两倍于美国对外贸易总额的超过世界上所有的出口的一半中使用。Amero的可能性威胁美国目前从美元的收益——铸币税。虽然铸币税仍可以从amero上获得，但是这将是被加拿大中央銀行、聯邦準備系統和墨西哥银行分担。因此，即使amero被和美元一样多地使用，优势将被两个或更多的国家共享，而不是完全由美国赚来。

### 不同的经济体
关于宏观经济管理可能产生几个问题。通过提交一个共同的货币，国家将失去相当大的对货币本身的管理自主权，其中包括利率的设置。其中3个潜在的参与者不甘心有有相当大差异的政策。
债务是一个影响货币价格的因素。截至2010年，美国债务继续增加，而加拿大联邦政府债务正在减少。这是加拿大人明显的优势，如果货币被合并的话，将反映不出来。商品的重要性也将影响其平衡。
每个国家之间不同的经济情况时任何一个统一的北美货币的担忧。大致相若的欧元区经济体是基于服务的高公共开支（相对于美国）、高税收和正由商品和服务的销售创造的财富。另一方面北美有三个不同的经济体系；具有较高的税收和低公共开支（美国），主要在农业、工业和自由贸易的需求（墨西哥），另一个基于零售服务，例如基于制造业，并基于三分之一的高税收和高公共开支与服务，如石油、采矿和木材的主要货物大部门（加拿大）。

### 政治任务
原美国CNN评论员娄·多布斯，声称“北美联盟”正在没有的知识且不被多数人的同意下实施。他和一些人声称该联盟将包括一个共同货币。他从来没有提供任何实质性的证据来支持他的说法。

2006年，据说保守党党团主席霍华德·菲利普斯、新区专栏作家杰罗姆·科希、活动家菲莉丝·施拉夫利等形成了针对北美联盟组成联合政府。2007年1月22日，弗吉尼亚共和党代表维吉尔·古德，科罗拉多州的汤姆·谭奎多，北卡罗莱纳州的沃尔特·琼斯和得克萨斯州的榮·保羅等43位内阁组成联邦国会议员，该联盟主张决议，即表示：
“国会的意义上说，美国不应该搞北美自由贸易协定（NAFTA）高速公路系统，或进入墨西哥和加拿大建设的北美联盟（NAU）。”

## Amero硬币
2007年8月，关于据称美国财政部发行amero硬币的谣言和阴谋论开始在整个互联网上流传。
这些传言背后的灵感可能是张贴的由一枚硬币的设计师丹尼尔·卡尔创建的奖章图像。2001年设计了纽约州和罗德岛州美国50州25美分纪念币的卡尔在商业网站上出售他的勋章和他自己设计的记号——“外观设计计算”（也称为“丹卡硬币”）。 在他幻想设计的金、银和铜的从一到一千面额不等的amero硬币。该纪念章有传说在一个程式化的“卡丹”小类型的背面有他的公司的徽标和“北美联盟”。关于他设计的amero，他在他的网站提到：
我的目标不是使这些硬币成为被认可的北美联盟或共同Amero货币。我完全支持美国宪法，我不会欢迎减少（任何形式）的条款。我希望这些硬币将有助于让更多的人认识问题和可能的后果。我让其他人来决定，无论他们赞成或反对北美联盟。我鼓励市民表达他们满意或不满政府影响他们的计划。
未经许可从他的网站拍摄的图像广泛转贴在互联网上，经常被用来作为所谓amero铸币的“证据”。值得注意的是，白色的民族主义和前網路電台脱口秀主持人哈尔·特纳浏览了他关于“amero硬币”的网站的所有文章，声称有一个美國聯邦政府安排的“amero”崛起将通过该组织的美国财政部员工被偷运出来。
继特纳的联邦铸造amero的说法，一个营销古董钱币的网站发表声明揭露了特纳的政府掩盖关于丹尼尔·卡尔的amero产品的说法。都會傳奇调查网站不择手段的商人也进一步反对特纳的说法，指出“无论是美国铸币局还是美国财政部已在创造这些‘Amero’。这些硬币只是供一个私营公司购买的公众收藏品以便制造好奇心的一种业务。”
哈尔·特纳称，卡尔的网站在几天之内匆匆进行明确诋毁他对铸币的索赔。

然而，自2005年以来卡尔的设计已经通过他的网站，根据在网络解决方案的WHOIS搜索，域名“DC-coin.com”是由丹尼尔·卡尔在2005年9月27日登记的。

2008年10月，哈尔·特纳公布的录像片段显示一个明显的20元amero硬币，该货币的货物已被送往中国鉴定。
然而，在哈尔·特纳的视频中的硬币和丹尼尔·卡尔的“丹卡硬币”网站奖章是相同的一对，上面刻着“2007年联合国协会20元Amero，铜，磨光”。

## Amero法案
2008年12月3日，哈尔·特纳的博客显示被他称为真正的“amero法案”。他展示的本意是20元、50元和100元的amero照片。特纳没有透露他是如何获得图像的，只说“再一次，我的消息来源已来了”。他声称，“新货币已悄悄地被在世界各地印制”。网站Snopes.com稱特纳的新声明就像「鼓被打累了一样”。 这些图片是来自于Flickr用户aleatorysort的作品，创造了他们以便作为艺术的政治来评论，因此不是实际货币。